# 幸福の路

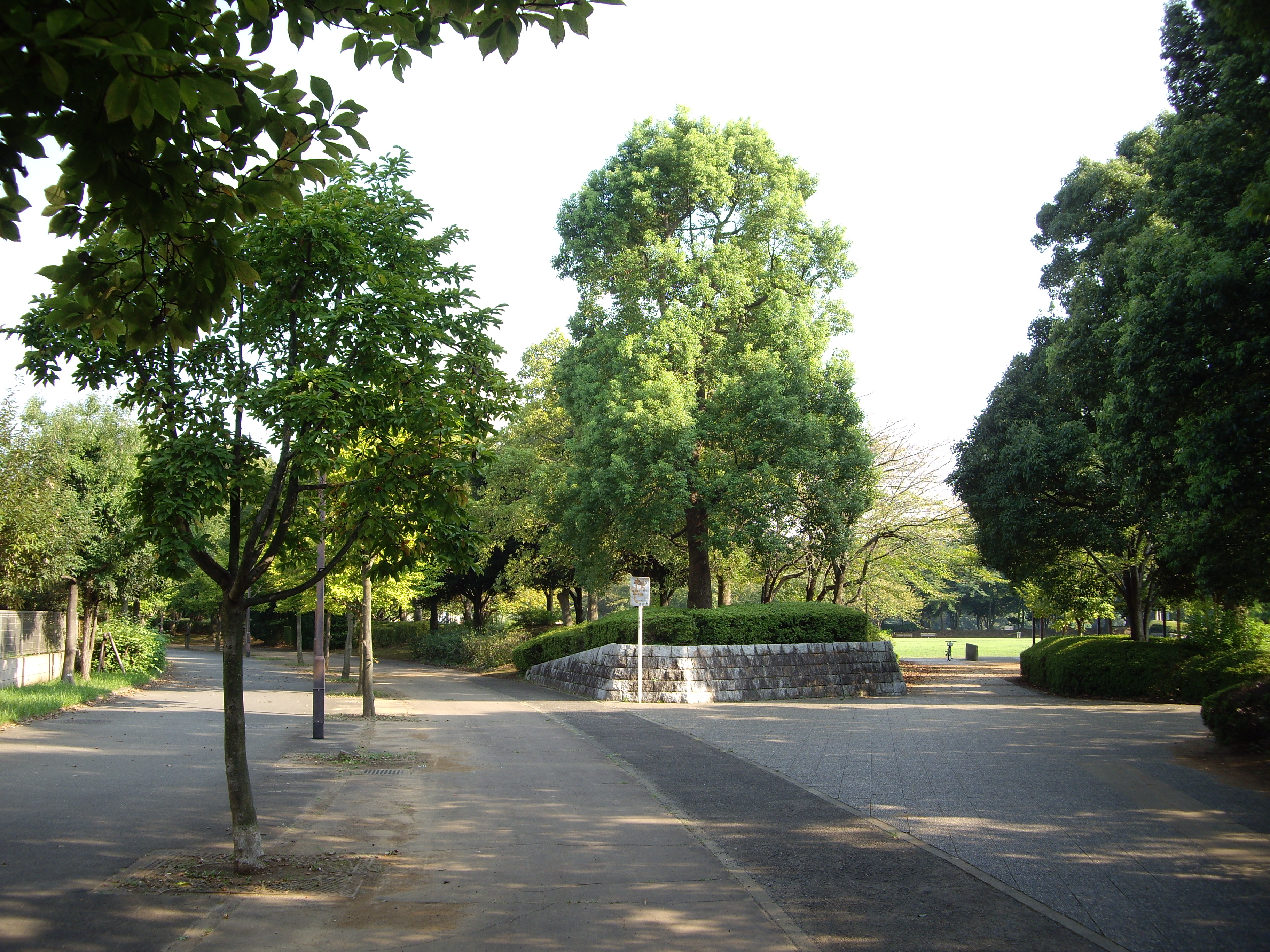
幸福の路（けやき台公園前）

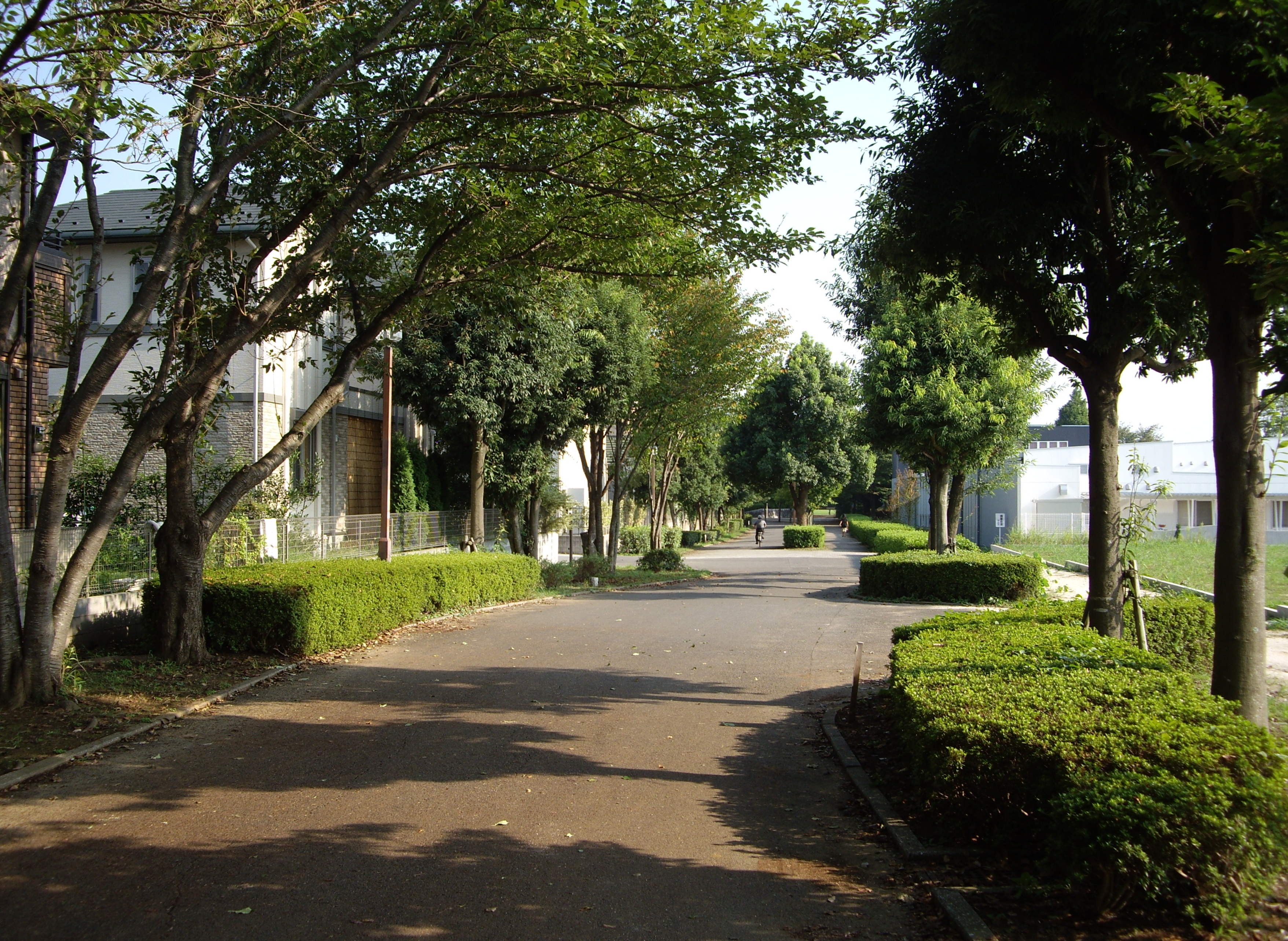
幸福の路（けやき台四丁目）

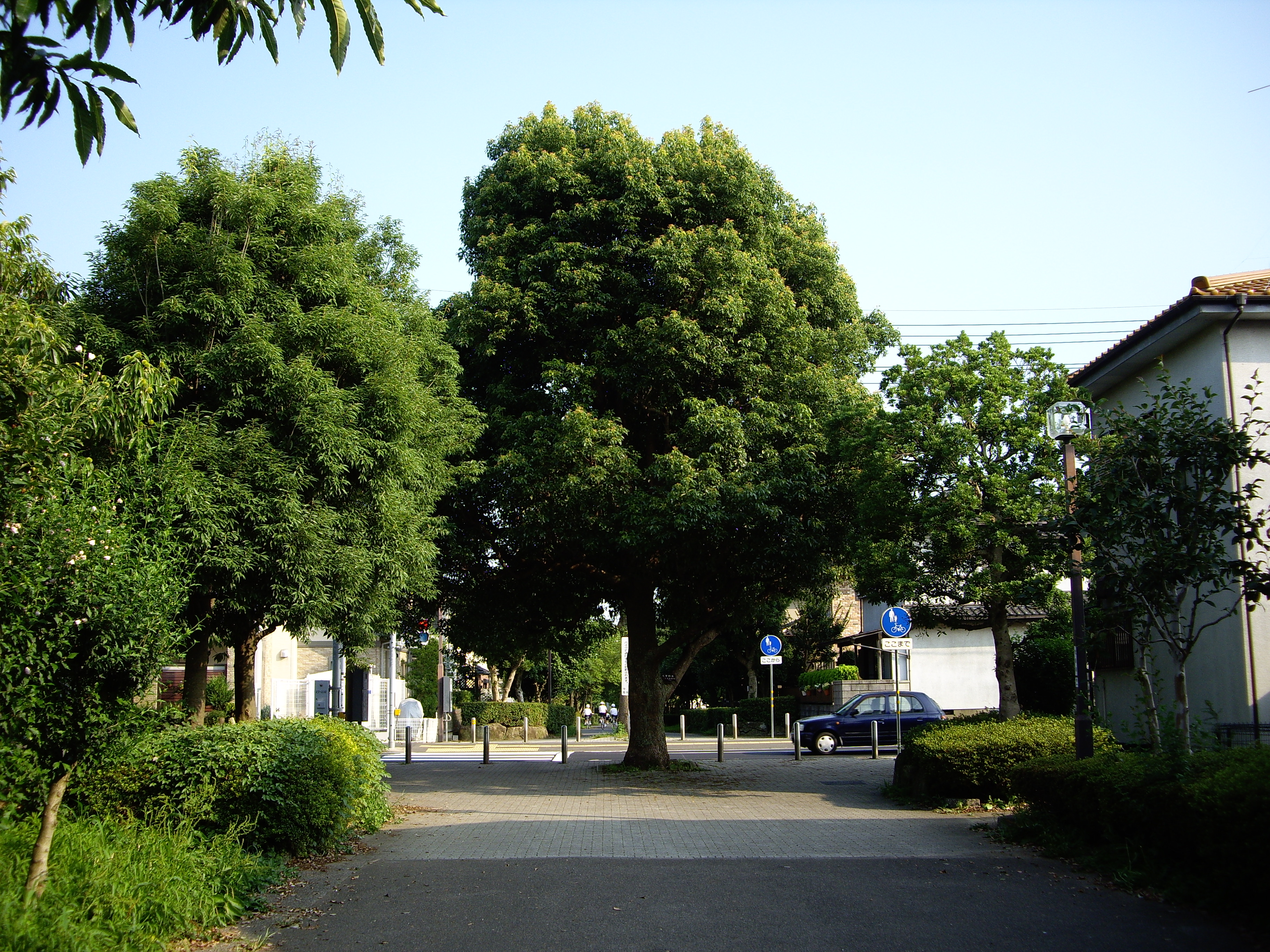
幸福の路（けやき台六丁目）

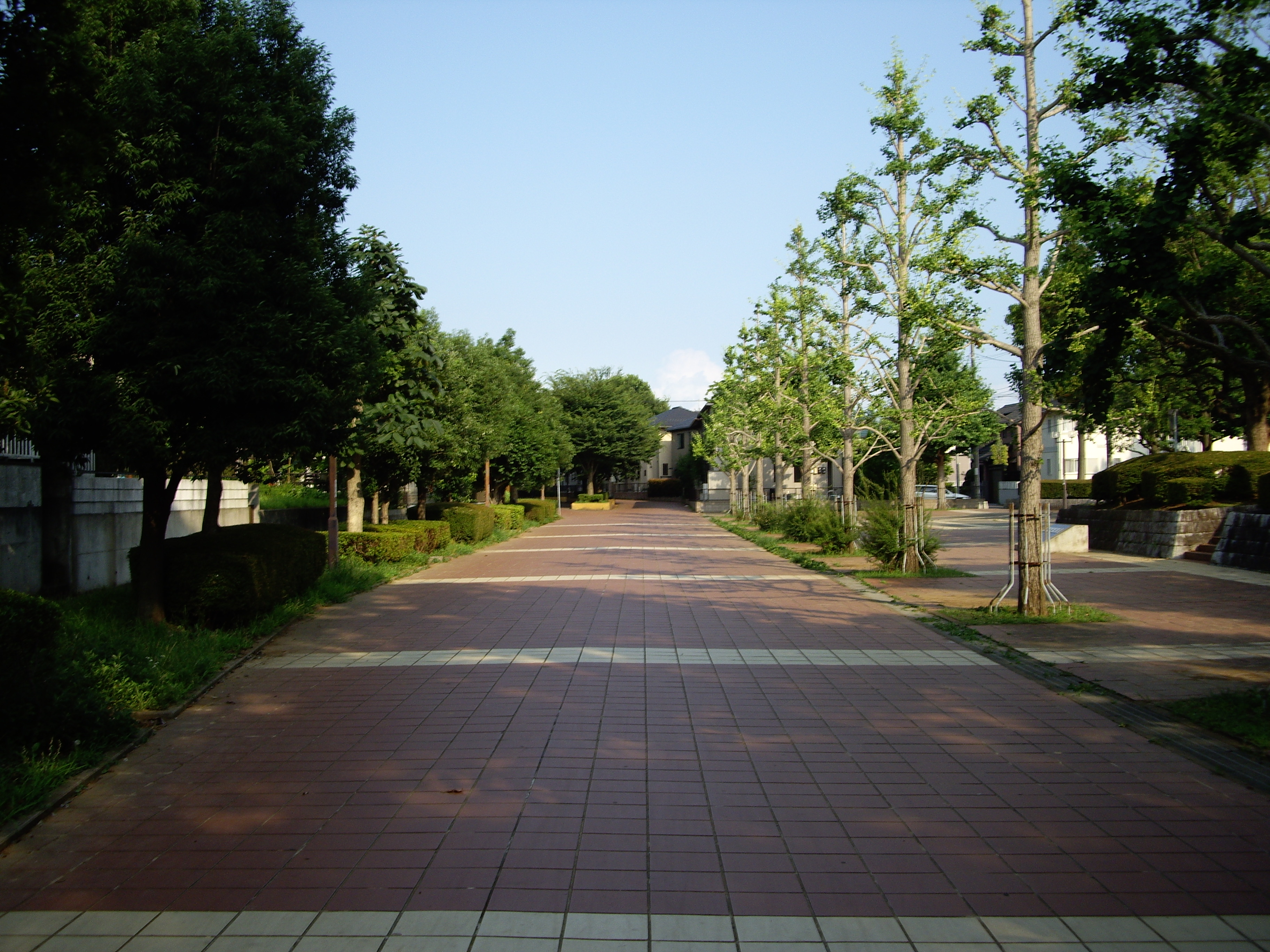
幸福の路（松ケ丘公園前）

幸福の路（しあわせのみち）は、常総ニュータウン南守谷にある、南守谷駅から常総ふれあい道路の松ケ丘七丁目交差点までを結ぶ全長2.2kmの遊歩道（歩行者・自転車専用道路）である。

## 概要
常総ニュータウン南守谷の中央部を通る遊歩道で、歩行者と自転車のみ通行することができる。交通量の多いけやき台と松ケ丘の境の道路とは立体交差を行ったり、遊歩道沿いに小・中学校を設けるなど、歩車分離の工夫がされている。沿道にはけやき台公園、松風公園、松ケ丘公園などの公園があるほか、守谷市立けやき台中学校、守谷市立松ケ丘小学校、南守谷児童センター、西友楽市守谷店などがあり、終点の松ケ丘七丁目交差点の前にはワンダーグー守谷店、ライトオン守谷店、ハードオフ守谷店、アクロスモール守谷等の商業施設がある。松ケ丘七丁目交差点の先は一般道となっているが、花が植えられたプランターの並ぶ通りとなり、小便小僧広場を経てマインブルクの小径へと突き当たる。
都市計画道路としての正式名称は｢柿ノ沢鈴塚線｣で、当時の起点の地名｢大字乙子字柿ノ沢｣と当時の終点の地名｢大字鈴塚｣に因む。

### 路線データ
- 距離：2.2km
- 起点：茨城県守谷市けやき台一丁目・南守谷駅ロータリー
- 終点：茨城県守谷市松ケ丘四丁目・松ケ丘七丁目交差点

## 関連サイト
- 都市再生機構・常総ニュータウン南守谷